# Orfeón Donostiarra
El Orfeón Donostiarra es una centenaria institución coral amateur fundada el 21 de enero de 1897 en la ciudad de San Sebastián (Guipúzcoa, España). Cuenta en su haber con un extenso palmarés de premios y galardones que le avalan como una de las agrupaciones corales más importantes del mundo. Objetivos como "conservar y difundir el canto vascongado" y una ejemplar filosofía de gestión le permiten hoy en día ser una entidad cultural de primer orden y muy reconocido prestigio. El coro en toda su historia -y también en la actualidad- está formado por cantores no profesionales.

## Historia
Cuentan las crónicas de esta entidad que en el mes de junio de 1896, un grupo de veinte cantores de la antigua Sociedad Coral dirigidos por Norberto Luzuriaga crean el germen de lo que meses después se convertiría en el Orfeón Donostiarra.
Por aquella época la Diputación Foral de Guipúzcoa organizó en la localidad de Mondragón el Concurso de Agricultura y Ganadería y la famosa Fiesta Euskara que se celebran anualmente. Estos veinte cantores primigenios prepararon un primer repertorio para poder ser presentado en dicha localidad y después en lugares distintos de la provincia.
Durante los primeros cinco años de vida del Orfeón, su repertorio es muy reducido: Jota Navarra de Apolinar Brull, El bello Danubio azul de Johann Strauss, Oh, Pepita de A. Muller, y el popular Boga, Boga de Jesús Guridi entre otras obras. Pero si el balance artístico es escueto, se les reconoce a los fundadores una gran labor organizativa, ya que durante este tiempo, en el que solamente se dio una veintena de conciertos, se celebraron noventa y seis reuniones de directivos y veintinueve asambleas.

### Secundino Esnaola (1902-1929)

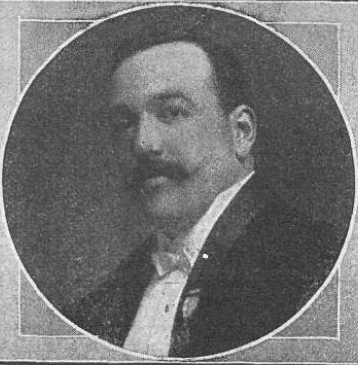
El maestro Esnaola en la época en que dirigía el orfeón

En 1902 Secundino Esnaola es nombrado director del Orfeón. A comienzos de siglo son frecuentes las competiciones corales en las que participa el Orfeón Donostiarra. A aquella época corresponden numerosos galardones que culminarían en 1906 con el Grand Prix d'Honneur de París. 
En 1909 el maestro Esnaola toma una decisión transcendental para el futuro del Orfeón Donostiarra: dar entrada a las mujeres y transformar el coro de voces graves en un coro mixto. Esto supone la posibilidad de ampliar el horizonte del repertorio y la irrupción en el mundo sinfónico-coral. Con gran expectación, los donostiarras escuchan la interpretación de Bello Navío a un Orfeón Donostiarra por primera vez con "señoritas" en sustitución de los niños que cantaban la parte de tiple. El éxito es rotundo. 
Son relevantes en esta etapa del maestro Esnaola las actuaciones en el Casino de San Sebastián con la Orquesta Sinfónica, dirigidas por el Maestro Arbós, y los conciertos en el Teatro Lírico y en el Teatro Real de Madrid. Sobresale la actuación en Portugal, en 1925, con la Novena Sinfonía de Beethoven dirigida por el Maestro Blanch, una de las obras que más ha interpretado el Orfeón Donostiarra a lo largo de sus cien años de vida, desde su estreno en 1912.

### Juan Gorostidi (1929-1968)

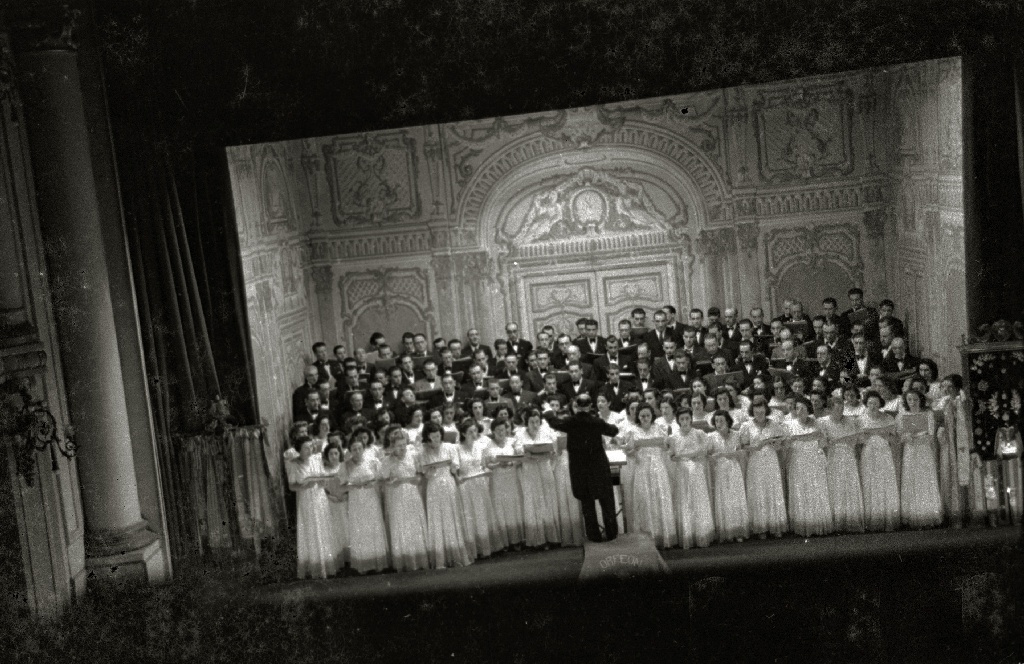
Actuación del Orfeón Donostiarra en 1941

Gracias al maestro Juan Gorostidi, sucesor de Esnaola, el coro conoce la influencia de grandes directores nacionales y extranjeros, y actúa en los principales festivales internacionales de Europa. Hay que destacar la ampliación del repertorio, que se extiende en este periodo al campo de la zarzuela y la ópera.
Entre las numerosísimas actuaciones a lo largo de los treinta y nueve años ininterrumpidos, tanto de conciertos a capela dirigidos por el mismo Gorostidi como conciertos sinfónico-corales, destacan:
- Réquiem, de Hector Berlioz, en la catedral de Burdeos, dirigida por Charles Munch (1951).

- Concierto polifónico bajo la dirección de Leopold Stokowsky en el Santuario de San Ignacio de Loyola (1951).

- Un réquiem alemán de Johannes Brahms, en el Teatro de los Campos Elíseos de París, dirigidos por Ataúlfo Argenta (1957).

- La Atlántida de Manuel de Falla, en el Festival de Edimburgo, bajo la dirección de Igor Markevitch con la Orquesta Sinfónica de Londres (1962).

### Antxon Ayestarán (1968-1986)
Tras el fallecimiento de Juan Gorostidi, le sucede en la dirección del coro Antxon Ayestarán, hasta entonces subdirector y tenor del coro, que continúa la gran labor de sus predecesores y persigue con decidido empeño la permanente superación del nivel artístico. Con él se multiplican las giras internacionales, lo que supone el reconocimiento de público y crítica de otros países.
Antxon Ayestarán es recordado como un hombre con carisma, un entusiasta capaz de contagiar su pasión por la música y sus ganas de superación. En su etapa de director, se mostró preocupado por la renovación de los orfeonistas y por su preparación, puso en marcha un taller de música, que hoy lleva su nombre, y una escuela de canto. Afirmó que "quisiera que el Orfeón Donostiarra mantuviera el fuego del amateurismo combinado con un talante profesional en la búsqueda de la perfección artística, del agua que apague la sed del espíritu. Busco la síntesis de la pasión vital por la belleza, con una insobornable exigencia perfeccionista; la fusión de la técnica y arte, de materia y espíritu".
En 1984, el Orfeón Donostiarra recibió otro de sus innumerables premios, el Premio Príncipe de Asturias de las Artes, "en reconocimiento a su excepcional calidad interpretativa; a la continuidad de su desinteresado trabajo artístico, mantenido a lo largo de ochenta y siete años; a su permanente superación, que le ha llevado a ser uno de los más importantes grupos corales, reclamado y admirado en el mundo entero; y a su labor colectiva, efectuada con exigencia, talento y cohesión. El Jurado premia una historia musical gloriosa, a la vez que estimula un futuro prometedor."
Tras su trágica desaparición en diciembre de 1986, se puede afirmar que sus deseos para el futuro del Orfeón Donostiarra se han cumplido.
De la ingente tarea llevada por el Orfeón Donostiarra en esta época, se puede destacar:
- Carmina Burana de Carl Orff en la Sala Filarmónica de Berlín, bajo la dirección de Rafael Frühbeck de Burgos, con la Orquesta Filarmónica de Berlín (1973).

- Requiem de Giuseppe Verdi en el Royal Festival Hall de Londres, bajo la batuta de Rafael Frühbeck de Burgos, con la Royal Philharmonic Orchestra (1980).

- Gira por los Estados Unidos, con actuaciones en Filadelfia y Washington, interpretando los Carmina Burana y el Requiem de Verdi (1980).

- Parsifal de Richard Wagner, en Barcelona, bajo la dirección de Franz Paul Decker (1981).

- Gira por Israel, interpretando en Jerusalén, Haifa y Tel Aviv La Creación de Franz Joseph Haydn, bajo la dirección de Uri Segal (1982).

- Gira por la URSS, con actuaciones en Ereván, Odesa, Riga, San Petersburgo y Moscú, bajo la batuta de Vladimir Spivakov, interpretando Gloria de Antonio Vivaldi, Misa en Fa de Johann Sebastian Bach y Misa de la Coronación de W.A. Mozart (1986).

- Consolidación de la presencia del Orfeón Donostiarra en los festivales internacionales de San Sebastián, Santander, Granada, así como en los escenarios del Teatro Real de Madrid o Palacio de la Música Catalana de Barcelona.

### José Antonio Sainz (1987-)
José Antonio Sainz Alfaro asume la dirección del Orfeón Donostiarra en 1987, tras el fallecimiento repentino del maestro Ayestarán, con quien había colaborado estrechamente como subdirector del coro. En esta etapa, José Antonio Sainz renueva el coro con voces jóvenes, manteniendo el alto nivel musical que los directores precedentes habían alcanzado. 
En 1988 se crea el Orfeón Txiki (infantil), para niños de 8 a 14 años, y en 2006 el Orfeón Gazte (joven), con cantores de 15 a 18 años.
Cabe mencionar las siguientes actuaciones estelares:
- Requiem de Johannes Brahms, en la Sagra Musicale Umbra de Perugia (Italia), con Lorin Maazel y la London Symphony Orchestra (1987).
- Novena Sinfonía de Beethoven, en el Gran Teatro de la Opera de Roma (Italia), con Lorin Maazel y la London Symphony Orchestra (1987).
- La Atlántida de Manuel de Falla, concierto inauguración del Auditorio Nacional de Música de Madrid, con Jesús López Cobos y la Orquesta Nacional de España (1988).
- Fidelio de Beethoven, en el Festival Internacional de Santander, con Lorin Maazel y la Orquesta Nacional de Francia (1989).
- Mors et Vita de Charles Gounod, primera grabación mundial, con Michel Plasson y la Orquesta Nacional del Capitolio de Toulouse (1992).
- Sinfonía nº 2 "Resurrección" de Gustav Mahler, en la Expo 92 de Sevilla, con Lorin Maazel y la Orquesta Sinfónica de Pittsburgh (1992).
- Sinfonía nº 2 "Resurrección", en el Auditorio Nacional de Madrid, con Zubin Mehta y la Orquesta Filarmónica de Israel (1993).
- Alexander Nevsky de Prokófiev, en la Quincena Musical de San Sebastián, con Víctor Pablo Pérez y la Orquesta Sinfónica de Tenerife (1994).
- Novena Sinfonía de Beethoven, en el Auditorio Nacional de Madrid, con Michael Tilson Thomas y la Philarmonia Orchestra de Londres (1995).
- Grabación de la zarzuela La Tabernera del Puerto de Pablo Sorozábal, en La Coruña, dirigido por Víctor Pablo Pérez, la Orquesta Sinfónica de Galicia, con Plácido Domingo, María Bayo y Joan Pons (1996).
- Grabación de la zarzuela Goyescas de Enrique Granados, en Madrid, dirigido por Antoni Ros Marbà, la Orquesta Sinfónica de Madrid, con María Bayo, Ramón Vargas, Lola Casariego y Enrique Baquerizo (1996).

## Premios y galardones (entre otros)
- 1903 Premier Prix d´Honneur de Royan
- 1905 Primer Premio Concurso De Honor de Bilbao
- 1906 Grand Prix d´Honneur de Paris
- 1932 Medalla de Oro de la Ciudad de San Sebastián
- 1940 Medalla de Oro del Sindicato Nacional del Espectáculo
- 1942 Cruz de Alfonso X el Sabio
- 1947 Medalla de Oro de la Villa De Madrid
- 1951 Medalla de la Ciudad de Zaragoza
- 1951 Medalla de Plata de la Ciudad de Burdeos
- 1966 Corbata de Oro de la Orden de Isabel la Católica
- 1975 Medalla de Oro de Bellas Artes del Ministerio de Educación y Ciencia
- 1983 Medalla de Honor de la Academia de Bellas Artes de San  Fernando
- 1984 Premio "Príncipe de Asturias de las Artes"
- 1984 Medalla de la Ciudad de Toulouse
- 1985 Medalla de Oro de Guipúzcoa
- 1988 Premio de la Asociación Nacional de Informadores Gráficos de Prensa
- 1996 Premio Ondas
- 1997 Medalla de San Sebastián
- 1997 Medalla del Festival Internacional de Música y Danza de Granada
- 1997 Vasco Universal
- 1997 Disco de platino "Orfeón Donostiarra 1897-1997"
- 1998 Medalla de oro de la Fundación Sabino Arana
- 2000 Miembro Honorífico del Claustro.        Universitario de las Artes de la Universidad de Alcalá de Henares
- 2002 Nominación a los Grammy por grabación del Requiem de Verdi (2001)
- 2004 Disco de Oro por “Canciones” (RTVE)
- 2005 Medalla de Oro del centenario de la Orquesta Sinfónica de Madrid
- 2005 Medalla de oro de Unicef España